# جون فرانكلين أرمسترونغ
جون فرانكلين أرمسترونغ (بالإنجليزية: John Franklin Armstrong)‏ هو سياسي أمريكي، ولد في 14 نوفمبر 1819 في مقاطعة لينكولن في الولايات المتحدة، وتوفي في 28 أبريل 1887 في مقاطعة كورييل في الولايات المتحدة. انتخب عضو مجلس نواب تكساس.